# Bermuda
Pour les articles homonymes, voir Bermuda (homonymie).
Ne doit pas être confondu avec Bermudes.
Le bermuda est un vêtement de type culotte longue descendant à hauteur du genou ou un peu au-dessus, contrairement au short, qui ne recouvre qu'une partie des cuisses. Son nom vient des Bermudes. Il est considéré[Par qui ?] comme une tenue de vacances, de sport ou de loisirs de saison chaude.

## Histoire
Au début du XIXe siècle, les militaires britanniques de la Royal Navy stationnés sur l'archipel des Bermudes se plaignent de l'inadéquation entre la chaleur des lieux et leur uniforme. Ils obtiennent le droit de raccourcir leur pantalon au-dessus du genou, mais pour conserver un caractère formel, cet apport à l'uniforme s'accompagne de chaussettes montantes, d'une cravate de régiment et d'un blazer. La tenue sera au cours du XXe siècle adoptée par tous les milieux de l'archipel au point de devenir un élément du costume national. Les policiers portaient ce genre de vêtement.

## Usages

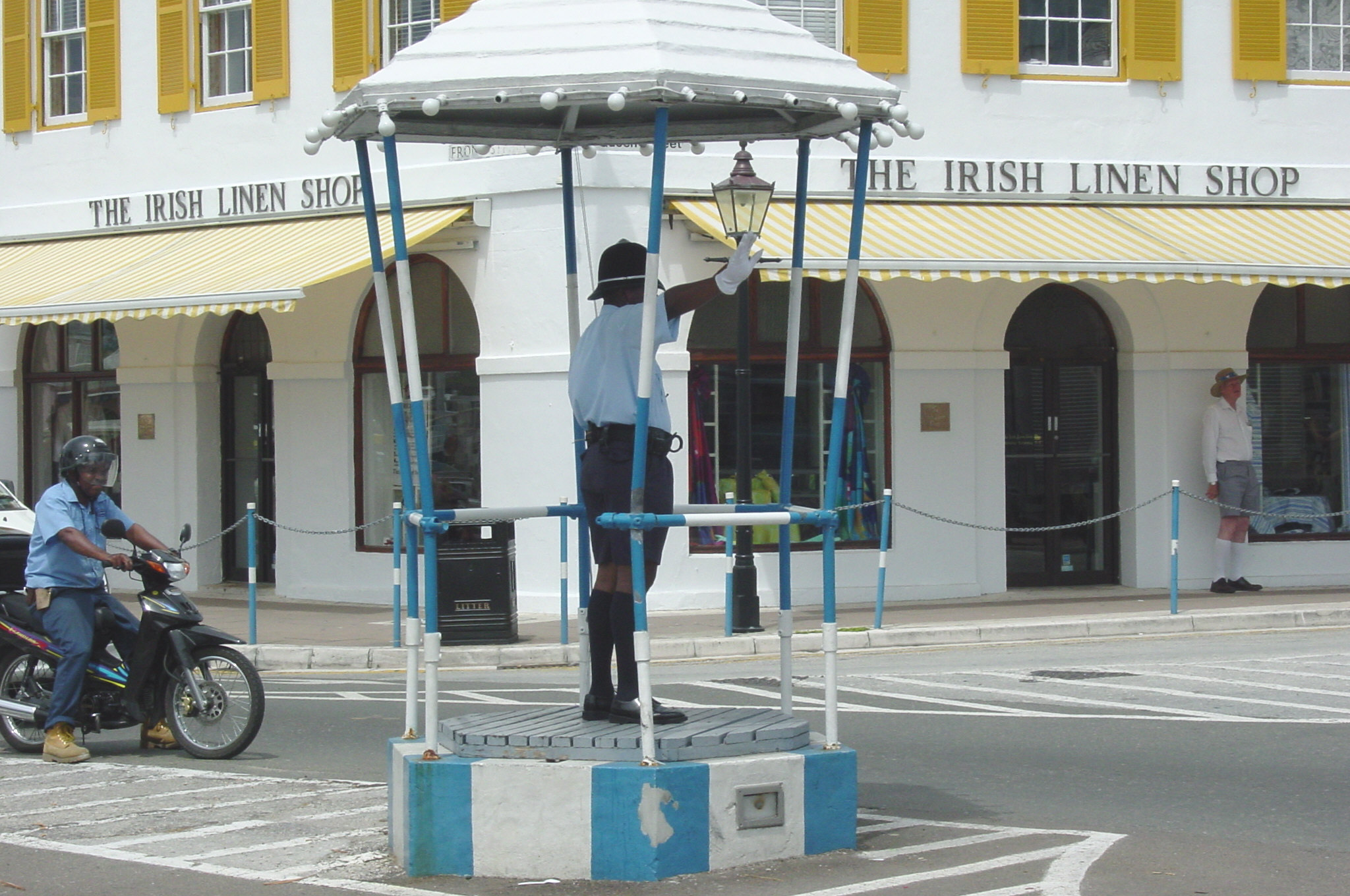
Policier en bermuda à Hamilton (Bermudes).

En dehors des militaires sous les tropiques, jusqu'aux années 1960, le bermuda, comme le short, était réservé aux jeunes et aux enfants. Le port d'un vêtement dévoilant le genou par un adulte était cantonné à la sphère sportive. Le passage de la culotte courte au pantalon a représenté pendant la majorité du XXe siècle celui de l'enfance à l'âge adulte. 
L'assouplissement des codes vestimentaires après la guerre, d'abord aux États-Unis, notamment dans les universités, puis en Europe, a rendu le port de ce vêtement par un adulte plus commun. Toutefois, il reste encore un vêtement de détente, pouvant être interdit sur le lieu de travail.
Les athlètes bermudiens défilent traditionnellement en bermuda lors des cérémonies d'ouverture aux Jeux du Commonwealth et aux Jeux olympiques,.